# Beau Vallon (miejscowość)
Beau Vallon – miejscowość na Seszelach położona w północno-zachodniej części wyspy Mahé, stolica dystryktu Beau Vallon.